# طواف دبي 2015
طواف دبي 2015 (بالإنجليزية: 2015 Dubai Tour)‏ هو سباق دراجات هوائية أقيم بتاريخ 4–7 فبراير 2015، تكون السباق من 4 مراحل وامتدّ لمسافة 660 كم بسرعة 43.1 كم/س، استغرق السباق 15 ساعة 22 دقيقة 38 ثانية. فاز به البريطاني مارك كافنديش وحلّ ثانيا الألماني جون ديجينكولب بينما حصل على المركز الثالث الإسباني خوان خوسيه لوباتو.

## الترتيب
| م                     | الدرّاج            | البلد           | الزمن                     |
| --------------------- | ----------------- | --------------- | ------------------------- |
| الفائز بالترتيب العام | مارك كافنديش      | المملكة المتحدة | 15 ساعة 22 دقيقة 38 ثانية |
| الثاني                | جون ديجينكولب     | ألمانيا         |                           |
| الثالث                | خوان خوسيه لوباتو | إسبانيا         |                           |
| حسب النقاط            | مارك كافنديش      | بريطانيا العظمى | -                         |

## نظرة عامة
تكون السباق من أربع مراحل ثلاث منها مسطحة، وواحدة شبه جبليه.
| م | التاريخ  | المسار                                             | المسافة           | النوع | النوع           | الفائز              | Blue Jersey Holder  |
| - | -------- | -------------------------------------------------- | ----------------- | ----- | --------------- | ------------------- | ------------------- |
| 1 | 4 فبراير | نادي دبي الدولي للرياضات البحرية – علم دار الاتحاد | 145 كـم (90 ميل)  |       | مرحلة مسطحة     | مارك كافنديش (GBR)  | مارك كافنديش (GBR)  |
| 2 | 5 فبراير | نادي دبي الدولي للرياضات البحرية – نخلة الجميرة    | 187 كـم (116 ميل) |       | مرحلة مسطحة     | ايليا فيفياني (ITA) | مارك كافنديش (GBR)  |
| 3 | 6 فبراير | نادي دبي الدولي للرياضات البحرية – حتا (دبي)       | 205 كـم (127 ميل) |       | مرحلة شبه جبليه | جون ديجينكولب (GER) | جون ديجينكولب (GER) |
| 4 | 7 فبراير | نادي دبي الدولي للرياضات البحرية – برج خليفة       | 123 كـم (76 ميل)  |       | مرحلة مسطحة     | مارك كافنديش (GBR)  | مارك كافنديش (GBR)  |

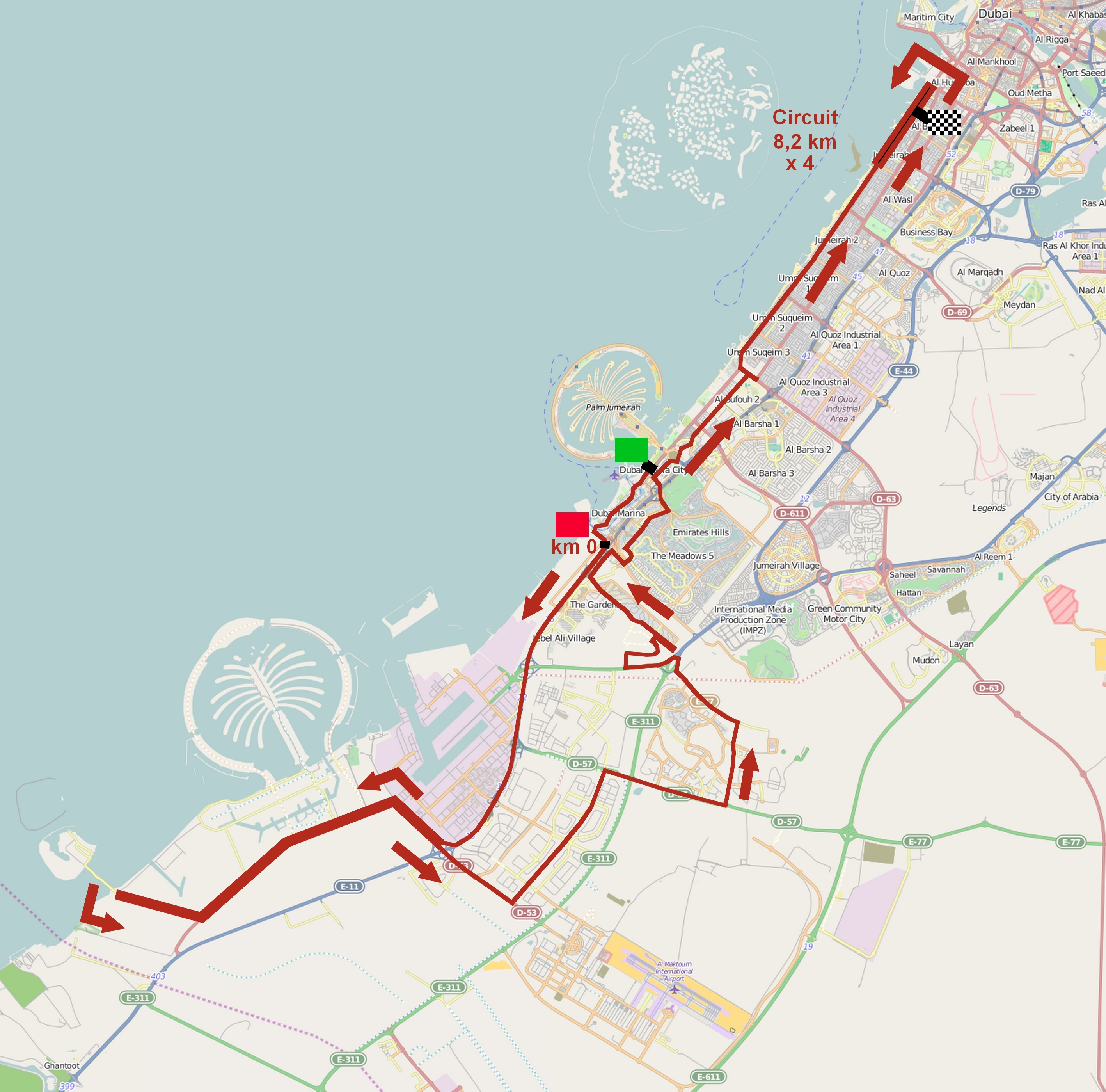
1.
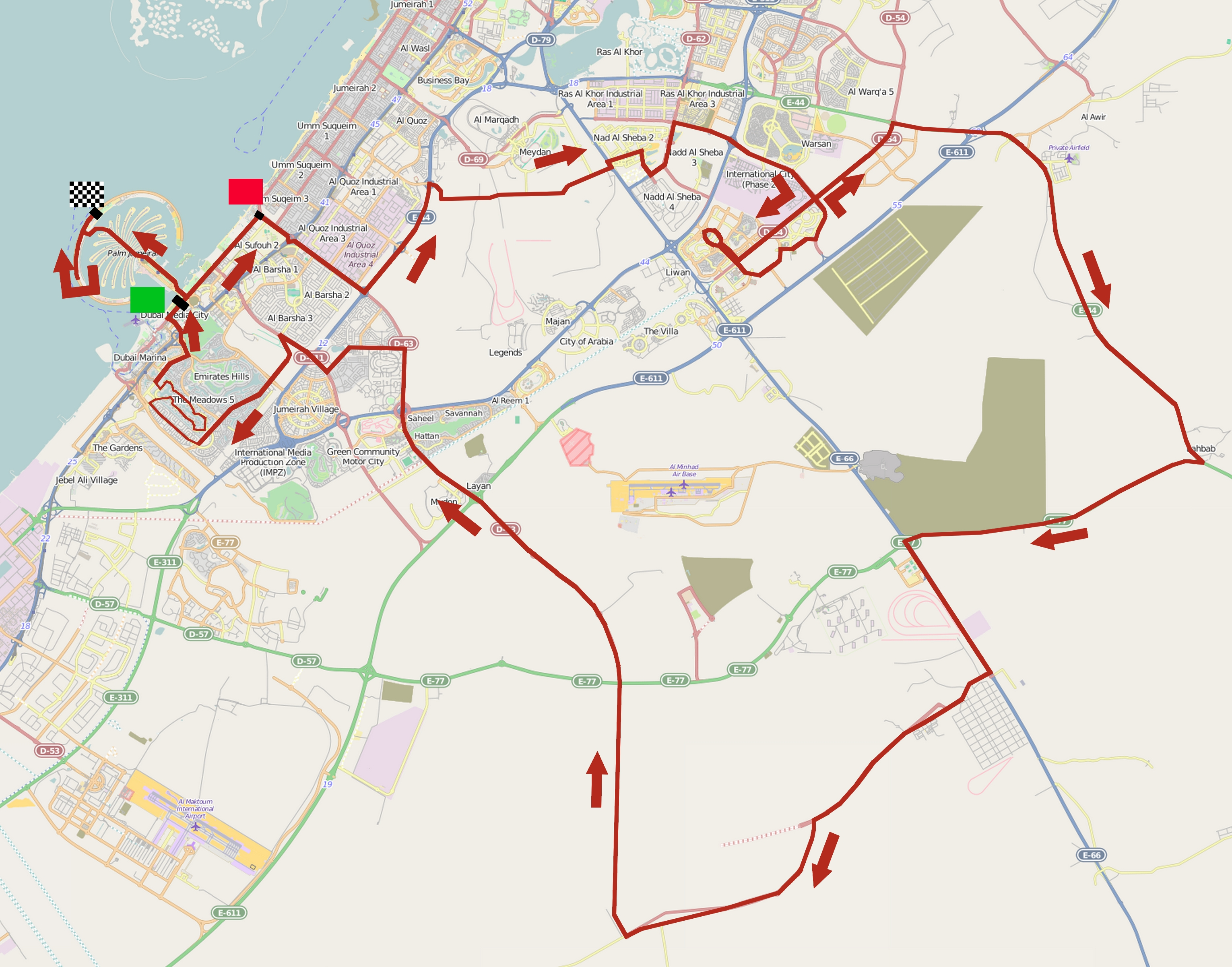
2.
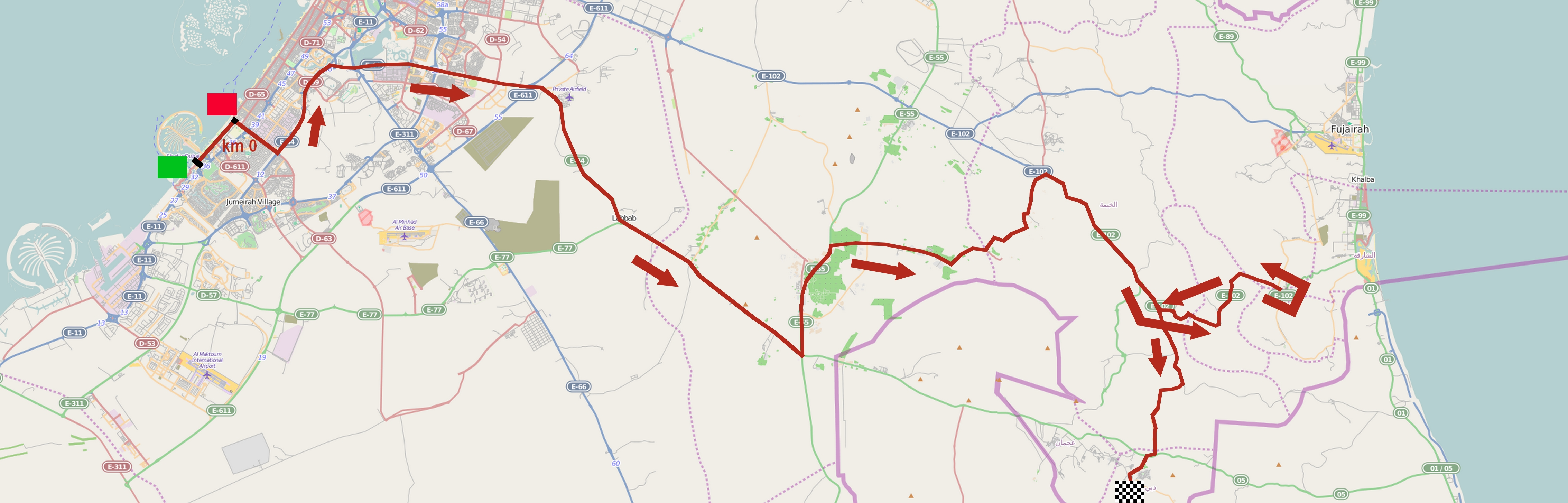
3.
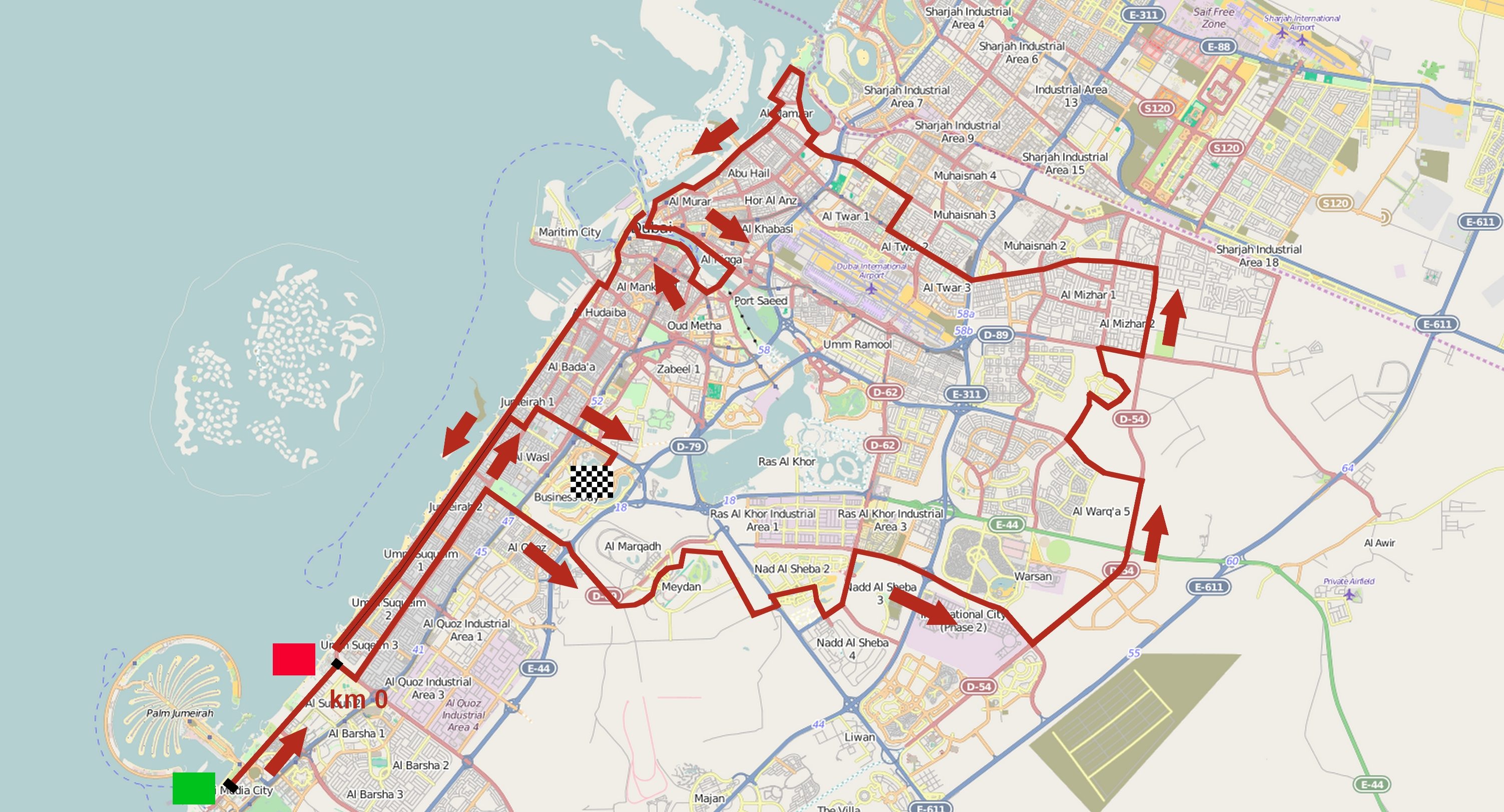
4.

## روابط خارجية
- طواف دبي 2015 على موقع إحصائيات الدراجات الإحترافية (الإنجليزية)